# Hero Academy
Hero Academy è un videogioco strategico a turni sviluppato dalla Robot Entertainment e pubblicato dalla Steam l'8 agosto 2012. Il videogioco è stato reso disponibile per PC e sistemi operativi iOS. Il videogioco vede affrontarsi due differenti squadre all'interno di un ambiente suddiviso in tabelle. Ogni squadra è composta da cinque elementi, ognuno dei quali è in grado di una particolare abilità utile per ottenere la vittoria.